# Pequeña burguesía

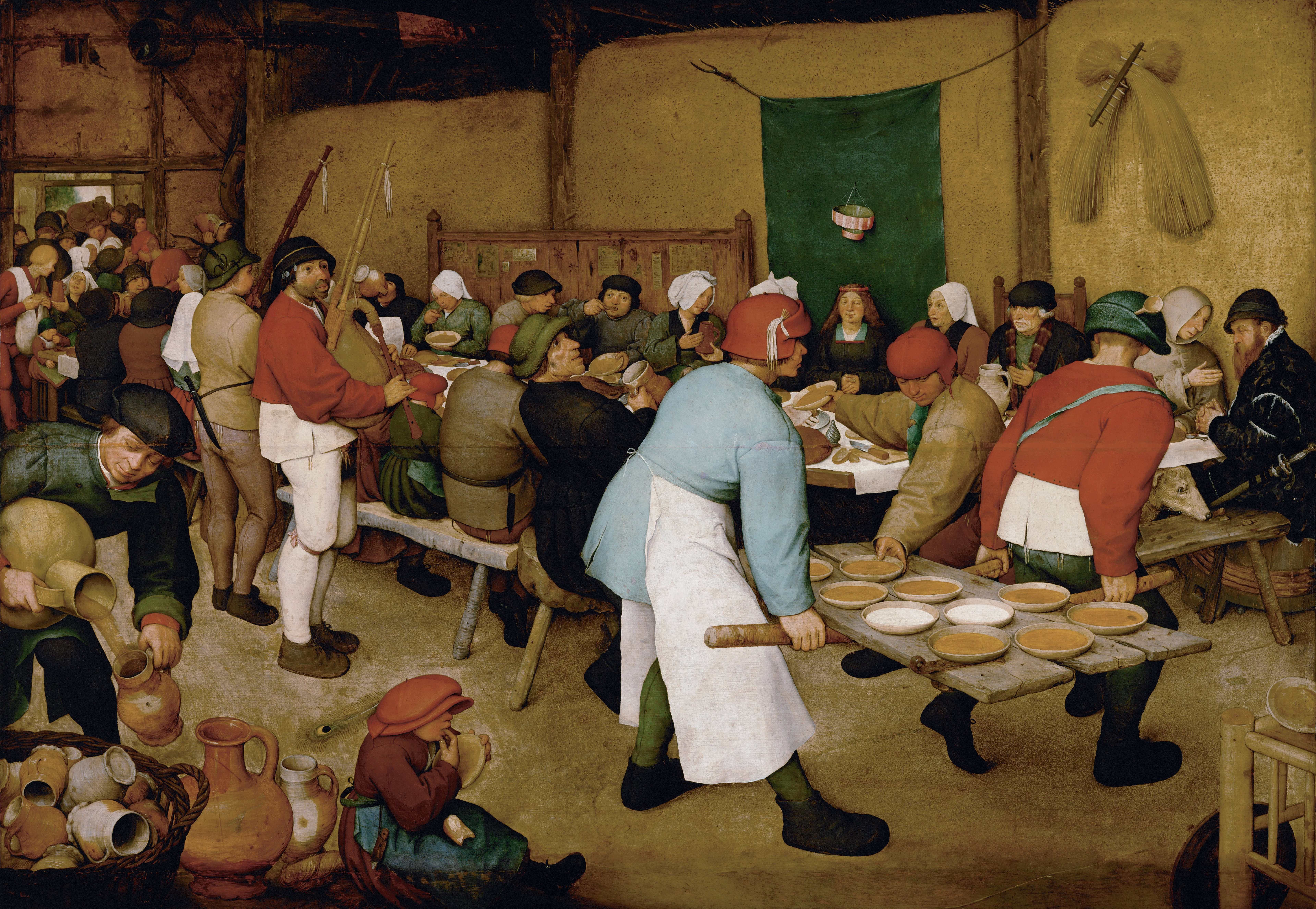
La boda campesina, una pintura del que representa lo que luego se llamaría pequeña burguesía.

Pequeña burguesía (originalmente en francés: petite bourgeoisie) es un término que originalmente se refería a los miembros de las clases económicas medias bajas en el siglo XVIII y al principio del XIX, como los pequeños comerciantes, banqueros, artistas y sirvientes. Se considera «pequeñoburgués» a todo aquel perteneciente a la fracción menos acomodada de la burguesía.
Desde el siglo XIX, el término fue usado por Karl Marx y los teóricos marxistas para referirse a una clase social que incluía a los mercaderes y los profesionales (herreros, panaderos, curtidores, cerrajeros, zapateros, orfebres etc.). Aunque es distinta de la clase obrera ordinaria y del lumpemproletariado, que dependen enteramente de la venta de su fuerza de trabajo para su supervivencia, la pequeña burguesía es diferente de la alta burguesía y de la clase capitalista, que poseen los medios de producción y compran la fuerza de trabajo de otros para hacerlos producir.
La pequeña burguesía es una clase intermedia entre el proletariado y la burguesía. Intenta escalar hacia la burguesía acumulando e incorporando mano de obra, pero padece la competencia desigual del capital económico que la relega a una función económica marginal y la arruina, y corre así el riesgo de proletarizarse.
Aunque el pequeñoburgués puede comprar la fuerza de trabajo de otros, típicamente trabaja junto con sus empleados, en contraste con la alta burguesía; y aunque generalmente es propietario de sus propios negocios, no posee una parte significativa de los medios de producción. Más importante aún es que los medios de producción que se hallan en manos de la pequeña burguesía no generan suficiente excedente como para ser reinvertido en la producción, porque esta no puede ser reproducida en escala amplificada y acumulada, y no constituye capital apropiadamente.
Este sector social ya no desempeña el importante papel que tuvo en épocas anteriores, en las que sus partidos políticos disponían de fuertes posiciones políticas, antes de la entrada del capitalismo en su fase monopolista. Por eso, en los países monopolistas, tratan de ganar para su causa a los trabajadores adoptando un lenguaje pseudosocialista e incluso izquierdista.

## Uso peyorativo o irónico
El uso moderno del término pequeña burguesía, una clase que yace entre los trabajadores y los capitalistas, es aplicado de manera burlona, para referirse al consumo de hábitos y gustos de la clase media y la clase media baja, en particular. Aun así, la terminología marxista se refiere a la pequeña burguesía exclusivamente en cuanto a los medios de producción y de trabajo, antes que a los gustos, los hábitos de consumo o el estilo de vida.
En el arte y la literatura, se hace referencia aún a este término en forma irónica, como podrá verse en el poema "El pequeño burgués" de Nicanor Parra, y en la canción "Instrucciones para ser un pequeño burgués" de Alberto Cortez.

## Usos en otros idiomas
- El término se usa regularmente en el idioma inglés en su fuente original en francés, petite bourgeoisie, como se podrá verificar en la bibliografía utilizada.
- En español, en cambio, el término ha sido traducido literalmente del francés desde las primeras ediciones en español de los libros de Karl Marx.
- En el idioma chino, existe el término xiaozi (chino: 小资; pinyin: xiǎozī), que es una traducción literal de petite bourgeoisie.